# Клифтон (Аризона)
Клифтон (енгл. Clifton) град је у америчкој савезној држави Аризона. По попису становништва из 2010. у њему је живело 3.311 становника.

## Демографија
Према попису становништва из 2010. у граду је живело 3.311 становника, што је 715 (27,5%) становника више него 2000. године.
| Група             | 2000.         | 2010.         |
| Белци             | 1.048 (40,4%) | 1.161 (35,1%) |
| Афроамериканци    | 25 (1,0%)     | 28 (0,8%)     |
| Азијати           | 1 (0,0%)      | 23 (0,7%)     |
| Хиспаноамериканци | 1.450 (55,9%) | 1.991 (60,1%) |
| Укупно            | 2.596         | 3.311         |